# افزایش شتاب
در آینده پژوهی و تاریخ فناوری، افزایش شتاب، افزایش قابل توجهی در میزان تغییرات تکنولوژیکی در طول تاریخ است که ممکن است تغییر سریع تر و عمیق‌تر در آینده را نشان دهد یا ممکن است با تغییرات اجتماعی و فرهنگی به همان اندازه عمیق همراه باشد.

## مشاهدات اولیه
در سال ۱۹۱۰ در کنفرانس برنامه‌ریزی شهر لندن، دانیل برنهام گفت: «این مسئله تعداد واقعیت‌ها یا نوع دانش است و پیشرفت در آن نهفته: هنوز هم در نسبت هندسی پیچیدگی بیشتر است. در استدلالی که من شروع کردم، در پنجاه سال گذشته تغییرات بزرگی رخ داده و سرعت توسعه ما بسیار شتاب گرفته، فرزندان و نوه‌های ما می‌خواهند به ما کمک کنند و نتایجی به دست آورند که به ما هشدار دهد.» در سال ۱۹۳۸، باکمینستر فولر واژه ای را به نام «کوتاه مدت» برای توصیف روند «انجام بیشتر با کمتر» در شیمی، بهداشت و دیگر زمینه‌های توسعه صنعتی معرفی کرد. در ۱۹۴۶، فولر یک نمودار از کشفیات عناصر شیمیایی را در طول زمان منتشر کرد تا توسعه شتاب بخشیدن به کسب دانش انسانی را مشخص کند. در سال ۱۹۵۸ استنی‌سواف اولام با اشاره به گفتگو با جان فون نویمان نوشت:
«یک مکالمه بر روی پیشرفت شتاب تکنولوژی و تغییرات در حالت زندگی بشر متمرکز شده‌است، که به ظهور برخی از نکات منحصر بفرد در تاریخ نژاد که در آن مسائل انسانی، همان‌طور که ما آن‌ها را می‌شناسیم، ادامه نخواهند داد، نمی‌انجامد.»

## کودکان با موراکو ذهنی
در یک سری مقالات منتشر شده از سال‌های ۱۹۷۴ تا ۱۹۷۹ و سپس در کتاب کودکان ذهن، دانشمند علوم کامپیوتر هانس موراکو قانون مور را برای پیش‌بینی آینده زندگی مصنوعی تعمیم می‌دهد. قانون مور الگوی رشد نمایی در پیچیدگی مدارات نیمه هادی یکپارچه را توصیف می‌کند. موراکو این مسئله را گسترش می‌دهد تا تکنولوژی‌ها از مدت‌ها قبل، اتصال یکپارچه به فرم‌های آینده فناوری را دربرداشته باشد. موراکو یک جدول زمانی و سناریویی را ترسیم می‌کند که در آن روبات‌ها به مجموعه جدیدی از گونه‌های مصنوعی تبدیل خواهند شد و از سال ۲۰۳۰ تا ۲۰۴۰ آغاز به کار خواهند کرد. در ربات: ماشین مرسوم به ذهن متعالی، در سال ۱۹۹۸ منتشر شد. موراکو علاوه بر مفاهیم تحول هوش روبات، تعمیم قانون مور به فناوری‌های پیش از مدار مجتمع، و نیز ترسیم قدرت محاسباتی مغناطیسی حیوانات در تاریخ تکاملی را هم ترسیم می‌کند. در بین تمام گرایش‌ها او تصور دارد که مفهومی موسوم به آتش ذهن به سرعت در حال افزایش است و شبیه به انفجار اطلاعات پیش‌بینی شده توسط وینگ است.

## ارتباطات جیمز برک
در سریال تلویزیونی ارتباطات ۱٬۲ و ۳ که در سال‌های ۱۹۷۸، ۱۹۹۴ و ۱۹۹۷ تولید شدند جیمز برک به بررسی «دیدگاه جایگزین تغییر» می‌پردازد که دیدگاه خطی و پایانی سنتی پیشرفت تاریخی را رد می‌کند. برک مدعی است که انسان نمی‌تواند توسعه هر بخش خاصی از دنیای مدرن را به تنهایی در نظر بگیرد. در عوض، تمام گشتالت دنیای مدرن نتیجه یک وب از رویدادهای مرتبط است که هر کدام شامل فرد یا گروهی است که به دلایل داشتن انگیزه‌های شخصی خود عمل می‌کنند (به عنوان مثال، سود، کنجکاوی، مذهبی) بدون هیچ مفهومی از نتایج نهایی که از اعمال آن‌ها یا همسالان آن‌ها منجر می‌شود. اثر متقابل نتایج این رویداده‌ای مجزا، چیزی است که تاریخ و نوآوری را محرک می‌سازد و همچنین تمرکز اصلی مجموعه و دنباله آن است. برک همچنین سه نتیجه را در پایان‌نامه اولیه خود مورد بررسی قرار می‌دهد. ایده اول این است، اگر تاریخ توسط افرادی که تنها براساس آنچه در آن زمان می‌دانند و نه به خاطر هر ایده‌ای که در آن اقدامات آن‌ها در نهایت منجر شود عمل کند، و سپس پیش‌بینی مسیر آینده پیشرفت‌های تکنولوژیکی صرفاً حدس و گمان است؛ بنابراین، اگر از ارتباط برک با رویداده‌ای گذشته شگفت‌زده شویم، به همان اندازه متعجب هم خواهیم شد که اتفاقات امروز در نهایت منجر خواهند شد، به خصوص رویدادهایی که ما حتی در آن زمان از آن آگاه نبودیم. نتایج دوم و سوم بیشتر در قسمت‌های مقدماتی و پایانی مورد بررسی قرار می‌گیرند و بیانگر جنبه منفی یک تاریخچه به‌هم‌پیوسته می‌باشند. اگر تاریخ به دلیل درگیری متقابل رویدادهای گذشته و نوآوری‌ها پیشرفت کند، پس از آنکه تاریخ پیشرفت می‌کند، تعداد این وقایع و نوآوری‌ها افزایش می‌یابد. این افزایش در اتصالات احتمالی باعث می‌شود فرایند نوآوری نه تنها ادامه یابد بلکه تسریع شود.

## ذهنیت جرالد هاوکینز
جرالد س. هاوکینز در کتاب خود "به ذهن به کیهان" (هارپر کالینز، اوت ۱۹۸۳)، مفهوم خود را از "ذهن"، تغییرات دراماتیک و غیرقابل برگشت به پارادایم‌ها و دیدگاه‌های جهان، روشن کرد. او پنج نژاد متمایز در تاریخ بشر و تکنولوژی که این "دیدگاه جهانی جدید" را همراهی می‌کرد را شناسایی کرد:اختراع تصاویر، نوشتن، ریاضیات، چاپ، تلسکوپ، رادیو، تلویزیون، رایانه … " هرکسی ذهن جمعی را به واقعیت نزدیک‌تر کند، یک مرحله به همراه درک خود از رابطه انسان‌ها به کیهان نزدیک تر شده‌است. "او اشاره کرد:" دوره انتظار بین ذهنیت‌ها کوتاهتر شده‌است. نمی‌توان به تشخیص شتاب کمک کرد. معادله ذهن معکوس تجربی «هاوکینز» این را اندازه‌گیری کرد و تاریخ را برای لحظات ذهنی آینده به ارمغان آورد. تاریخ مرحله بعدی ذهنی(۵ مرحله که از صفر شروع می‌شود) در سال ۲۰۲۱ است، دو تای دیگر به دقت به ۲۰۴۵ و ۲۰۵۱ نزدیک‌تر می‌شوند تا حدی که در ۲۰۵۳ به محدودیت می‌رسند.
گمانه زنی‌های او فراتر از تکنولوژی است.

## تغییرات شتاب یافته نمایی وینج
ریاضیدان، ورنر وینج، ایده‌های خود را در مورد تسریع تغییر تکنولوژیکی در رمان علمی‌تخیلی اش Marooned in Realtime بیان کرد. این کار در دنیایی است که به سرعت در حال شتاب بخشیدن به ظهور فناوری‌های پیچیده تری است و با فواصل زمانی کوتاه‌تر و کوتاه‌تر از هم جدا می‌شوند، تا جایی که یک نقطه فراتر از درک انسانی حاصل می‌شود. او پس از اینکه برنده جایزه هوگو شد رمان دیگر خود یعنی آتش در عمق را شروع کرد. این رمان با توصیف تخیلی سیر تکاملی فراهوشی شروع می‌شود، تصاعدی رشد می‌کند و به یک قدرت متعالی می‌رسد. او قبلاً اشاره کرده بود که مقاله تأثیرگذار سال ۱۹۹۳ در نقطه تکین فناوری، ایده‌های اصلی را به‌طور خلاصه بیان کرده‌است.

## قانون بازگشت سریعتر کرزویل
در کتاب عصر ماشین‌های معنوی اثر ری کرزویل قانون بازگشت سریع با این مضمون :با توجه به اینکه نرخ تغییر در طیف گسترده‌ای از سیستم‌های تکاملی (شامل اما محدود بهرشد تکنولوژی) تمایل دارد به صورت نمایی افزایش یابد، پیشنهاد شده‌است. او در مقاله‌ای در سال ۲۰۰۱ تحت عنوان "قانون بالابردن بازدهی" تمرکز بیشتری بر این موضوع کرد. در مورد این مسئله موراکو بعد از کرزویل می‌گوید گسترش قانون مور به منظور توصیف رشد نمایی اشکال گوناگون پیشرفت فناوری است. هر زمان که یک تکنولوژی به نوعی مانع نزدیک می‌شود، به گفته کرزویل، یک تکنولوژی جدید برای اجازه دادن به ما برای عبور از این مانع اختراع خواهد شد. او مثال‌های متعددی از این مسئله را برای اثبات ادعاهایش آورده‌است. او پیش‌بینی می‌کند که چنین شیوه‌های پارادایم تغییرات فزاینده ای را به بار می‌آورد و منجر به "تغییرات تکنولوژیکی سریع و عمیق می‌شود که نقص در ساختار تاریخ بشری را نشان می‌دهد. او بر این باور است که قانون افزایش سرعت نشان می‌دهد که یک نقطه تکین فناوری قبلاز اواخر قرن بیست و یکم در اطراف ۲۰۴۵ رخ می‌دهد. مقاله این گونه شروع می‌شود:
تجزیه و تحلیل تاریخچه فناوری نشان می‌دهد که تغییرات تکنولوژیکی بر خلاف دیدگاه خطی شهودی، به صورت نمایی است. این بازده مانند سرعت تراشه و اثربخشی هزینه نیز به صورت نمایی افزایش می‌یابد. حتی رشد چشمگیری در میزان رشد نمایی وجود دارد. ظرف چند دهه، هوش ماشینی از هوش انسانی پیشی می‌گیرد و منجر به تغییر تکنولوژیکی -فناوری می‌شود که به سرعت منجر به گسیختگی در بافت تاریخ انسان می‌شود. مفاهیم شامل ادغام اطلاعات بیولوژیکی و غیر بیولوژیکی است که می‌توان گفت به سرعت نور در حال گسترش است. قانون کاهش بازده به طرق بسیاری درک عمومی از قانون مور را تغییر داده‌است. این یک باور رایج (اما اشتباه) است که قانون مور پیش‌بینی‌های مربوط به انواع تکنولوژی را پیش‌بینی می‌کند، در حالی که واقعاً تنها به مدارهای نیمه‌هادی مربوط می‌شود. بسیاری از آینده گرایان هنوز از اصطلاح «قانون مور» برای توصیف ایده‌هایی نظیر موروئک، کورزویل و دیگران استفاده می‌کنند. با توجه به کرزویل، از ابتدای تکامل، اشکال زندگی پیچیده‌تر به صورت تصاعدی با فواصل کوتاه و کوتاه‌تر رشد کرده‌اند، انسان‌ها، که توانایی مهندسی (یعنی طراحی عمدی با بهره‌وری) را دارند جایگزین مکانیسم‌های تکاملی انتخاب برای کارایی‌های مختلف می‌شود. میزان پیشرفت فنی در میان انسان‌ها نیز به صورت نمایی افزایش داشته‌است، چرا که ما روش‌های مؤثر دیگری برای یادگیری داریم، به عنوان مثال، اعداد، زبان نوشتاری، فلسفه، روش علمی، ابزار مشاهده، وسایل مکانیکی، کامپیوتر. هر یک از این پیشرفت‌های عمده در توانایی مان برای توضیح دادن اطلاعات به‌طور فزاینده‌ای به هم نزدیک می‌شوند. در شصت سال گذشته، زندگی در دنیای صنعتی تقریباً بیش از اندازه شناخته شده‌است، به جز خاطرات زندگی از نیمه اول قرن بیستم. این الگو با پیشرفت تکنولوژی غیرقابل‌تصور در قرن بیست و یکم به اوج خود می‌رسد و منجربه یکتایی می‌شود. کرزویل نظرات خود را در کتاب خود عصر ماشین‌های معنوی و یکتایی نزدیک است شرح می‌دهد.

## محدودیت افزایش شتاب
افزایش سرعت ممکن است به دورهٔ آنتروپوسین محدود نشود، بلکه یک ویژگی کلی و پیشرفته رشد جهان است. فرایندهای فیزیکی که یک شتاب مانند قانون مور را تولید می‌کنند حلقه‌های بازخورد مثبت هستند که به تغییرات تکنولوژیکی منجر می‌شوند. این پویایی‌ها به تنظیمات فزاینده کارآمد و متراکم فضا، زمان، انرژی و ماده (راندمان و تراکم STEM یا فشرده سازی STEM) منجر می‌شود. در حد فیزیکی، این فرایند رشد با تغییر سرعت منجر به سازمان‌های چگالی حفره سیاه می‌شود، نتیجه‌ای که به دست بررسی محدودیت‌های فیزیکی نهایی محاسبات در جهان حاصل می‌شود. به‌کارگیری این دیدگاه در جستجوی هوش فرا زمینی منجر به این ایده می‌شود که حیات هوشمند پیشرفته خود را به یک سیاهچاله تبدیل می‌کند. این نوع زندگی پیشرفته به جای فضای خارجی و گسترش میان ستاره‌ای، به فضای داخلی علاقه دارد؛ بنابراین آن‌ها به طریقی از واقعیت فراتر می‌روند و قابل‌مشاهده نیستند و راه حلی برای پارادوکس فرمی به نام «فرضیه تبدیل» خواهند بود؛ راه حل دیگر این است که سیاهچاله‌هایی که مشاهده می‌کنیم، واقعاً می‌توانند به عنوان ستارگان فوق ستاره ای هوشمند، تفسیر شوند. این پویایی تکامل و توسعه یک دعوت برای مطالعه خود جهان به عنوان تکامل است. اگر جهان نوعی سوپر ارگانیسم باشد، احتمالاً ممکن است تمایل به تولید طبیعی یا مصنوعی داشته باشد و زندگی هوشمند نقش مهمی در آن داشته باشد.

## انتقادات
نمونه‌هایی از «خرید بزرگ» انسان در تکنولوژی عبارتند از انقلاب کامپیوتر و همچنین پروژه‌های عظیم دولتی مانند پروژه منهتن و پروژه ژنوم انسان. بنیاد سازمان جایزه موسوم به ماوس معتقد است تحقیقات پیری می‌تواند موضوع چنین پروژه ای عظیم باشد اگر پیشرفت قابل ملاحظه ای در کاهش یا تغییر مسیر پیری سلولی در موش انجام شود. تئودور مودیس و جاناتان هیوبنر هر یک از دیدگاه‌های مختلف بحث کرده‌اند - که نرخ نوآوری‌های تکنولوژیک نه تنها متوقف شده‌است، بلکه در حال حاضر کاهش یافته‌است. در حقیقت، «تکینگی تکنولوژیکی» تنها یکی از معدود نقاط جهان است که از طریق تجزیه و تحلیل تعدادی از ویژگی‌های توسعه سیستم جهانی، برای مثال، با توجه به جمعیت جهان، تولید ناخالص ملی و برخی دیگر از شاخص‌های اقتصادی تشخیص داده می‌شود. نشان‌داده شده‌است که الگوی هذلولی جمعیت جهان، اقتصادی، فرهنگی، ورشد فناوری را می‌توان به وسیله یک مکانیزم نسبتاً ساده، یک بازخورد مثبت مرتبه دوم غیر خطی، که به عنوان «رژیم منفجر شده» شناخته می‌شود، ایجاد کرد. مدل ما با مرتبه دوم غیر خطی به صورت زیر به نظر می‌رسد: تعداد بیشتری از مخترعان بالقوه - رشد تکنولوژی سریع‌تر - ظرفیت حمل سریع‌تر جمعیت زمین سریع‌تر رشد می‌کند -افراد بیشتری - رشد تکنولوژیکی سریع‌تر و غیره. از سوی دیگر، این تحقیق نشان داده‌است که از دهه ۷۰ سیستم جهانی به هیچ وجه از نظر هیپربولیک توسعه نیافته‌است.